# Чорноплеси
Чорнопле́си — село в Україні, у Любомльській міській громаді Ковельського району Волинської області. Населення становить 228 осіб.

## Історія
Колишня назва Чорний Плес. Розташоване між урочищами Вижевські гори та Мутвиця.
19 липня 2020 року, в результаті адміністративно-територіальної реформи та ліквідації Любомльського району, громада увійшла до складу Ковельського району.

## Населення
Згідно з переписом УРСР 1989 року чисельність наявного населення села становила 243 особи, з яких 125 чоловіків та 118 жінок.
За переписом населення України 2001 року в селі мешкало 228 осіб. 100 % населення вказало своєю рідною мовою українську мову.